# Histoire des Philippines

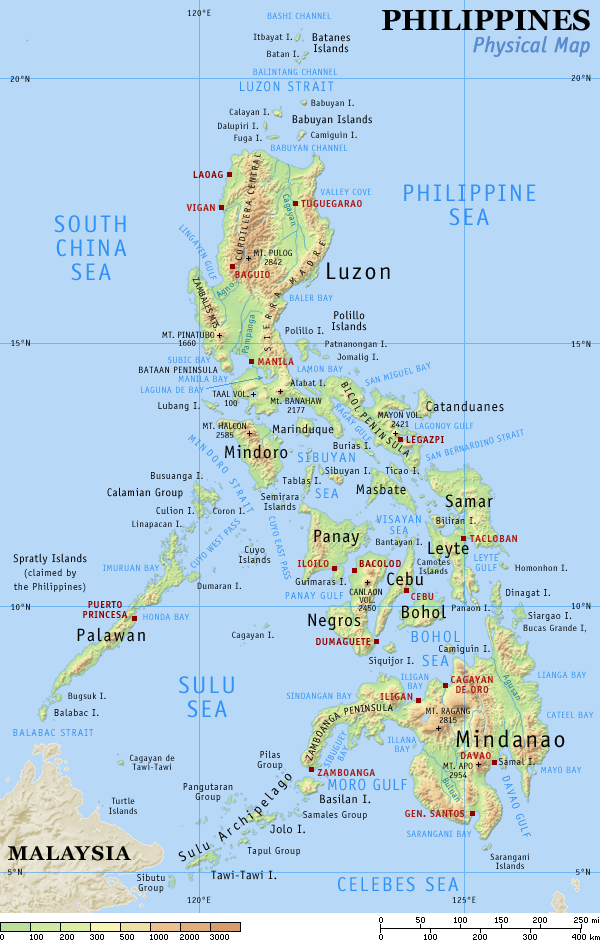
Carte topographique des Philippines.

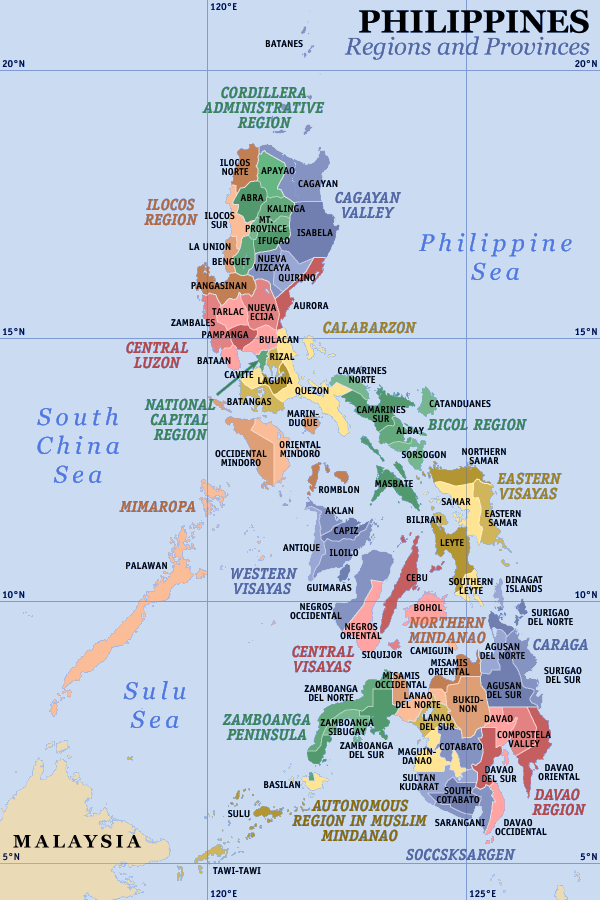
Régions et provinces des Philippines.

Pour les articles homonymes, voir Histoire des Philippines (homonymie).
L'histoire des Philippines a commencé avec l'arrivée des premiers humains il y a au moins 709 000 ans, comme le suggère la découverte d'outils en pierre du Pléistocène et de restes d'animaux abattus associés à l'activité d'homininés dans l'île de Luçon, sur le site de Kalinga. Les premiers fossiles d'humains aux Philippines sont ceux d' Homo luzonensis, un humain archaïque, présent il y a au moins 67 000 ans, également dans l'île de Luçon. Les premiers fossiles d'homo sapiens (homme moderne) aux Philippines datent de 47 000 ans ; ils ont été découverts à Palawan dans la grotte de Tabon.
Les groupes Négritos sont les premiers habitants des Philippines préhistoriques auxquels les chercheurs attribuent la formation d'États, ou d'établissements présentant divers degrés de spécialisation économique, de stratification sociale et d'organisation politique. A la migration des Negritos vers les îles a succédé celle des groupes d'Austronésiens ; voir  Migrations préhistoriques vers les Philippines.
Fernand de Magellan est le premier Européen à visiter l’archipel quand il débarque sur l’île de Homonhon, au sud-est de Samar, le 16 mars 1521. Avant l’arrivée de Magellan, plusieurs royaumes et sultanats existaient aux Philippines, tels que le royaume bouddhiste de Butuan, les royaumes de Tondo et Maysapan, florissants depuis le Xe siècle, ou les sultanats musulmans de Sulu, Maynila, Maguindanao et Lanao. Ces divers royaumes atteignent une organisation politique et sociale complexe, et commercent avec la Chine, l’Inde, le Japon, la Thaïlande, le Viêt Nam et Java, mais aucun n’arrive à étendre son influence sur l’ensemble de l’archipel actuel des Philippines. Par ailleurs, des populations Barangays demeurent indépendantes dans l’archipel, et sont parfois alliées avec un ou plusieurs des grands royaumes avoisinants.
La colonisation espagnole commence avec l’arrivée de Miguel López de Legazpi en 1565, qui établit la colonie permanente de San Miguel sur l’île de Cebu. D’autres colonies sont ensuite implantées de plus en plus au nord, atteignant la baie de Manille sur l’île de Luçon en 1571. À Manille, les Espagnols construisent une nouvelle ville. L'Empire espagnol domine l'archipel durant plus de trois siècles.
Les Espagnols apportent une unité politique à un archipel auparavant formé de royaumes et communautés indépendantes et qui devient les Philippines ; ils introduisent des éléments de la civilisation occidentale comme l'imprimerie et le calendrier. Les Philippines sont gérées comme un territoire de la Nouvelle-Espagne et administrées depuis Mexico entre 1565 et 1821, puis directement depuis Madrid entre 1821 et la fin de la guerre hispano-américaine en 1898, avec une brève période d’administration britannique entre 1762 et 1764. Durant cette période de domination espagnole, de nombreuses villes sont fondées, des infrastructures construites, de nouvelles cultures et de nouveaux animaux d’élevage sont introduits, et le commerce est florissant. Les missionnaires espagnols convertissent la plupart de la population au christianisme et fondent des écoles, des universités et des hôpitaux à travers les diverses îles de l’archipel.
La révolution philippine contre l’Espagne débute en avril 1896, et se termine deux ans plus tard par la proclamation d’indépendance et l’établissement de la Première République des Philippines. Toutefois, le traité de Paris de 1898, qui marque la fin de la guerre hispano-américaine, transfère le contrôle des Philippines aux États-Unis. Cet accord n’est pas reconnu par le gouvernement philippin, qui déclare la guerre aux États-Unis le 2 juin 1899. Le président du pays, Emilio Aguinaldo, est capturé en 1901 et le gouvernement américain déclare le conflit officiellement terminé en 1902. Les leaders philippins reconnaissent la victoire américaine, mais les hostilités se poursuivent jusqu’en 1913. L’administration américaine des Philippines commence réellement en 1905. Une autonomie partielle est promulguée en 1935, en préparation de l’indépendance complète du pays prévue pour 1946. Cette période de préparation est interrompue par l’occupation japonaise des îles au cours de la Seconde Guerre mondiale, mais elle est finalement conclue par le traité de Manille qui établit l'indépendance du pays.
Alors que l'économie du pays est prometteuse dans les années 1950 et 1960, les Philippines voient émerger une crise à la fin des années 1960 et le début des années 1970 avec l’émergence d’un mouvement étudiant et de désordres civils visant la dictature exercée par le président Ferdinand Marcos qui établit la loi martiale en 1972. Proche du gouvernement américain, Marcos continue à être soutenu par celui-ci, même s’il est bien connu que son régime abuse de la corruption et enfreint régulièrement les droits de l’Homme. La révolution philippine de 1986, qui s’effectue sans effusion de sang, marque la fin du gouvernement de Marcos et le retour de la démocratie dans le pays. Depuis, le pays est toutefois marqué par une forte instabilité politique et une économie un peu affaiblie, qui connaît cependant un taux de croissance en augmentation dans les années 2010, estimé à 6,4 % pour l'année 2015.
La population du pays serait en 2024 d'environ 110 millions de Philippins/Philippines. Les recensements précédents donnent 92 en 2010, 60 en 1990, 42 en 1975, 27 en 1960, 16 en 1939, 10 en 1920, et 7 vers 1900. La « diaspora philippine » représente un peu plus de 10 % de la population, soit environ 12 millions en 2019.

## Préhistoire
Les Philippines semblent avoir été occupées par l’homme depuis au moins 50 000 ans, comme en témoignent certaines découvertes archéologiques réalisées dans le pays. Selon l'archéologue et anthropologue américain H. Otley Beyer, spécialiste des Philippines, les premiers hommes qui ont colonisé l’archipel provenaient d’îles proches du continent asiatique. 
La vallée de Cagayan, au nord de Luçon, témoigne de cette présence humaine par la découverte de nombreux outils préhistoriques de pierre, laissés par des chasseurs de grand gibier, tels le stégodon (éléphant préhistorique), le rhinocéros, le crocodile, la tortue, le sanglier et le daim. 
Les pétroglyphes d'Angono, à Rizal, sont une autre preuve de cette ancienne présence humaine. 
Les grottes de Tabon, sur l'île de Palawan, montrent des traces d'installation remontant à plus de 30 500 ans ; ces chasseur-cueilleurs utilisaient comme outils des éclats de silex . 
Sur Mindanao, ces outils préhistoriques sont présents en abondance, ce que le héros national José Rizal remarquait lui-même dans les années 1880, grâce à ses vastes connaissances scientifiques, et par ses contacts avec les communautés archéologiques espagnole et allemande. Le plus ancien fossile humain découvert aux Philippines est un morceau de crâne, daté de 22 000 ans, découvert en mai 1962 dans la grotte de Tabon, à Palawan, par le docteur Robert B. Fox, un anthropologue américain du National Museum.

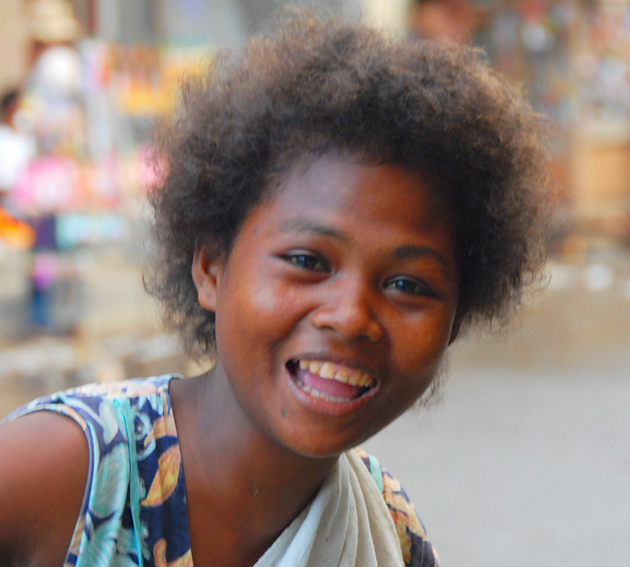
Jeune fille ati à Boracay.

Après la dernière ère glaciaire, le niveau de la mer s'élève dans la région d'environ 35 mètres, submergeant l'isthme qui relie les Philippines au continent, et donnant également naissance aux mers peu profondes situées au nord de Bornéo. 
Les flux de populations ne deviennent alors possibles que grâce à l'utilisation de pirogues de type prao, construites à partir de troncs d'arbres évidés à l'aide d'herminette. 
Vers -3000 (5 000 ans avant le présent), des habitants du littoral de la Chine du Sud, cultivateurs de millet et de riz, commencent à traverser le détroit pour s'installer à Taïwan. 
Vers -2000, des migrations ont lieu de Taïwan vers les Philippines. 
Les premiers peuples qui semblent s'être installés sur l'île sont les Négritos, dont descendent les Ati et les Aeta. On ne sait pas exactement à quel moment ils colonisent les lieux. De nouvelles migrations commencent bientôt des Philippines vers Sulawesi et Timor et de là, les autres îles de l'archipel indonésien. 
Vers -1500, un autre mouvement mène des Philippines en Nouvelle-Guinée et au-delà, les îles du Pacifique. 
Les Austronésiens, qui s'installent ensuite dans l'archipel, sont sans doute les premiers navigateurs de l'histoire de l'humanité.
- Humains archaïques en Asie du Sud-Est (en)
- Préhistoire de l'Asie du Sud-Est (en)
- Histoire génétique des Est-Asiens (en)
- Homo luzonensis, homme de Tabon (en), grotte de Balobok (en)
- Insulinde, Austronésiens
- Peuplement de l'Asie du Sud-Est
- Migrations préhistoriques vers les Philippines
- Peuplement de l'Océanie
- Émergence de l'agriculture aux Philippines (en)
- Histoire de l'Asie du Sud-Est

## Protohistoire (-1000 - 900)
Vers 1000 av. J.-C., les habitants des Philippines ont évolué en quatre types de sociétés : des groupes tribaux comme les Aetas, les Hanunoo, les Ilongots et les Mangyan qui dépendent de la chasse et de la cueillette et qui sont concentrés dans les forêts ; des sociétés guerrières comme les Isneg et les Kalingas qui ont une société hiérarchisée et des pratiques guerrières ritualisées et qui parcourent la plaine ; la petite ploutocratie des ifugao qui occupent les régions montagneuses de Luçon ; et les peuples maritimes et commerçants qui se sont développés le long des côtes et des rivières.
Vers 300–700, les peuples maritimes des îles de l'archipel se déplacent en balangays et commencent à commercer avec les royaumes indianisés de l'archipel malais et avec les peuples de l'est de l'Asie. Ils sont alors influencés par le bouddhisme et l'hindouisme,. De nos jours, le mot en langue pilipinoe qui désigne village - barangay - a une étymologie proche du mot bateau.
- Alimentation et santé des anciens Philippins (en)
- Peuples indigènes des Philippines (passé) (en)
- Groupes ethniques aux Philippines (présent) (en)
- Langues aux Philippines

## Commerce maritime international asiatique: Chine, Inde, Insulinde (900-1565)

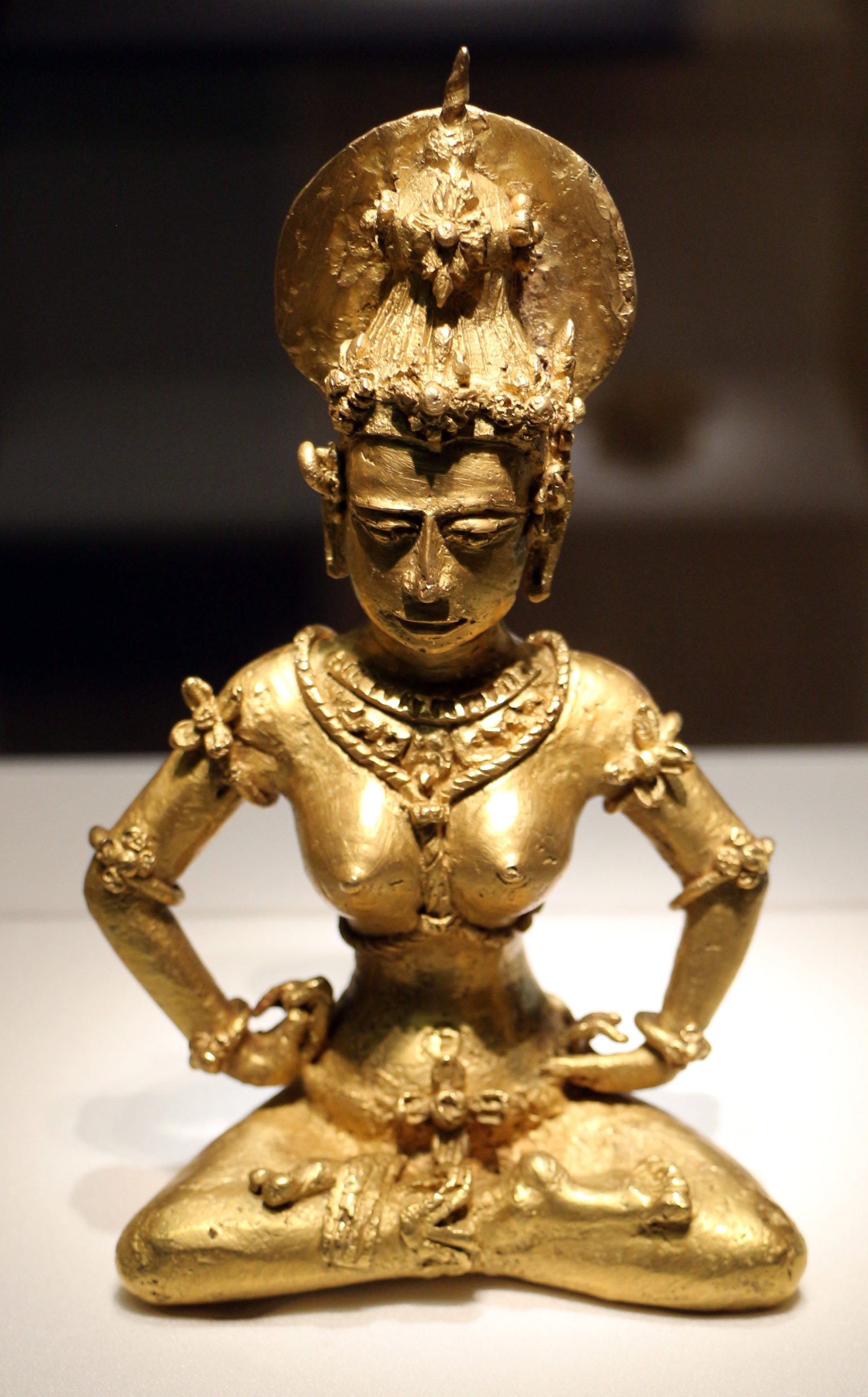
Statue de Tara (en or), Esperanza (Agusan del Sur) (Mindanao), vers 1000.

Depuis le IIIe siècle, les peuples des Philippines sont en contact avec les autres peuples d'Asie du Sud-Est, en particulier d'Indochine, Bornéo et Sumatra. Avec l'avènement de la dynastie Ming, ils passent dans la sphère d'influence chinoise. C'est la thalassocratie ou gouvernance des côtes qui prévaut.
Un document pourrait renverser les théories admises pour l'histoire des Philippines. Il s'agit d'une plaque de cuivre découverte en 1989 dans la baie de Laguna près de Manille, et qu'on a baptisée « Inscription sur cuivre de Laguna ». Écrite dans un alphabet similaire à celui des inscriptions javanaises de la même époque, elle porte la date de 822 de l'ère Saka, soit 900 apr. J.-C. Elle présente les particularités suivantes par rapport aux inscriptions de Java : 
- on n'y trouve pas de mention du roi Balitung, qui régnait sur le centre de Java à l'époque (899-910),
- la langue utilisée est un mélange de sanskrit, de vieux-javanais, de vieux-malais et de vieux-tagalog,
- l'inscription semble avoir été martelée dans le cuivre, alors qu'à Java, on écrivait alors sur le cuivre chauffé.

L'archipel de Sulu dans le sud des Philippines se trouve sur une route maritime qui va de la Chine aux Moluques. Le commerce avec les marchands chinois fait sa prospérité. Le royaume de Sulu est sans doute fondé à la fin du XIVe siècle.
- Histoire des Philippines (900-1565) (en)
- Sphère culturelle chinoise, sinisation
- Indosphère, Influences indiennes dans les premiers régimes politiques philippins (en)
- Guerre dans les Philippines précoloniales (en)
- Barangay précolonial (en)
- Réalisations culturelles des Philippines précoloniales (en)
- Tombes calcaires de Kamhantik (en)
- Suyat (en), nom collectif moderne des écritures indigènes de divers groupes ethnolinguistiques de cette période

À l'époque précoloniale, avant la formation de la nation des Philippines, la région est constituée d'un ensemble de « nations » divisées gouvernées par des rois, des chefs, des Datus, des Lakans, des Rajahs et des sultans. 
La répartition des pays ou territoires, sur les 2000 îles habitées de l'archipel, a varié, par île, par regroupement ou par scission.
C'est seulement à l'arrivée des Espagnols que ceux-ci ont nommé l'ensemble des zones qu'ils ont conquises et unifiées en Asie du Sud-Est sous le nom de « Las Islas Filipinas » ou les îles des Philippines.
Parmi les États (ou ébauches) de cette période :
- Royaume de Tondo (en) (850c-1450c)
- État de Ma-i (en) (950c-1350c)
- Confédération de Madja-as (en) (1080c-1569)
- État de Pulilu (en) (Polillo, province de Quezon, visité en 1225)
- État de Sandao (en) (Îles Calamian, visité en 1225)
- État de Namayan (en) (1175c-1571)
- État de Caboloan (en) (1406–1576)
- État de Cainta (en) (?-1571)
- État de Cebu (en) (1400c-1565)
- État de Butuan (en) (1000c-1597)
- État de Sanmalan (en) (950c-?)
- Sultanat de Sulu (1405–1917)
- Sultanat de Maguindanao (1520-1905)
- États confédérés de Lanao (en) (1616–1904)
- Empire de Brunei (1368–1888), sultanat
- Luzones (en) (Pays de Luzon, vers 1500)
- Royaume de Maynila (1500c-1571)
- Royaume de Dapitan (en) (?-1595)

## Colonisation espagnole (1565-1898)
Le 16 mars 1521, Fernand de Magellan (Fernão Magalhaes), explorateur portugais voyageant pour le compte de l'Espagne, est le premier Européen à découvrir les îles de l'archipel philippin, les Philippines, ainsi nommées quelques années plus tard par Ruy López de Villalobos (1500-1546) en l'honneur de l'Infant d'Espagne, le futur Philippe II d'Espagne. Miguel López de Legazpi participera à sa conquête.

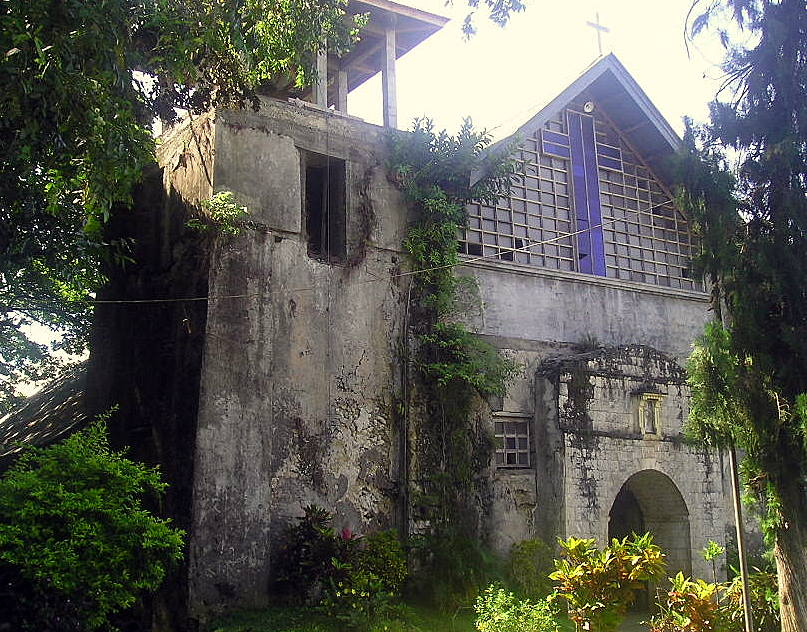
L'église Santo Rosario de Sagay, sur l'île de Camiguin (1882).

La période espagnole est caractérisée par :
- l'évangélisation de l'archipel, à l'exception du sud de Mindanao, qui reste musulman jusqu'à l'époque actuelle. Peu à peu, l'Église établira un clergé local dont certains membres, dans les années précédant la première indépendance, joueront parfois un rôle d'éveilleurs de conscience face à la puissance coloniale. Une Église dissidente (la Iglesia ni Kristo), d'inspiration nationaliste, verra même le jour au début du XXe siècle (elle est toujours active), tandis que les Américains implanteront à leur tour les églises méthodistes, évangéliques, presbytériennes, etc ;
- l'insertion de l'économie de l'archipel dans un circuit d'échanges avec la Chine et l'Amérique (Galion de Manille). Les commerçants chinois y tiennent une place importante sauf à la fin du XVIIe siècle, où la menace d'une possible invasion des Philippines par les troupes du mercenaire Koxinga (Zheng Chenggong) depuis Formose (Taïwan), entraîne le massacre de la communauté chinoise de Manille. C'est seulement sous la dictature de Marcos, dans les années 1970, que les Sino-philippins (environ 2 % de la population) sont reconnus comme citoyens à part entière ;
- une longue ségrégation des « Indios », les habitants de l'archipel : les Espagnols leur interdisent ainsi la pratique du castillan et, de là, celle des professions les plus nobles.

En 1578, Esteban de Figueroa (nl) lance une expédition contre le sultanat de Sulu, fondé à la fin du XIVe siècle dans le sud de l'archipel. Sulu réplique en pillant les villes côtières des Visayas et Luzon, contrôlées par les Espagnols. Le gouvernement colonial envoie au moins cinq expéditions punitives contre Sulu. 
En 1638, la 4e expédition, menée par le gouverneur général Corcuera (1587-1660), se traduit par la première occupation espagnole de Sulu.
Corcuera occupe la capitale, Jolo, reconstruit ses fortifications et laisse une garnison. 
En 1646, cette garnison est rappelée à Manille et Sulu est abandonnée.
Entre 1762 et 1764, les Anglais occupent Manille dans le contexte de la guerre de Sept Ans. 
La Compagnie britannique des Indes orientales désire alors étendre son influence dans la région et dynamiser le commerce avec la Chine en établissant un port commercial dans la ville. 
L'occupation reste toutefois confinée aux alentours de Manille et Cavite en raison de la résistance espagnole menée dans le reste de l'archipel par Simón de Anda y Salazar, et prend fin quelques mois après la signature du traité de Paris. 
Bien que brève et limitée, l’occupation de Manille n’en révèle pas moins la fragilité de l’Espagne et expose la vulnérabilité de ses colonies. 
Après la guerre, la crainte d’une nouvelle invasion anglaise demeure et force l’Espagne à une réorganisation économique et militaire de l’archipel. 
Ces mesures incluent une augmentation du contingent militaire, la reconstruction de Manille, et la volonté de revitaliser le commerce et de renforcer l’influence culturelle espagnole, notamment au moyen d’une immigration venue du Mexique.
Dans les années 1840, l'intérêt des puissances coloniales pour Sulu s'accroît. 
Le gouvernement colonial espagnol occupe Jolo, la capitale de Sulu, en 1851. 
Le sultanat s'étend alors sur l'archipel de Sulu et la côte nord-est de Bornéo (soit l'est de l'actuel Sabah en Malaisie). 
En 1877, le sultan, réfugié sur une autre île, donne ses possessions de Bornéo en bail à la British North Borneo Chartered Company. 
Après une longue résistance, Sulu accepte de devenir vassal de l'Espagne en 1878.

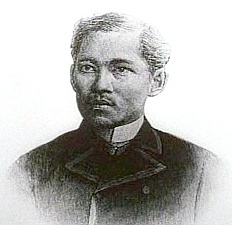
José Rizal en 1896.

À la fin du XIXe siècle se développe un mouvement indépendantiste. 
L'un des personnages clés de ce mouvement est José Rizal (1861-1896), chirurgien ophtalmologiste et romancier : son exécution par les autorités espagnoles en 1896 fait de lui un martyr national et renforce la résistance au régime colonial.
- Quinto real (1504), impôt de 20% sur les marchandises, abaissé à 10% en 1723
- Circumnavigation Magellan-Elcano (1519-1522)
- Repartimiento (1542), système colonial de travail imposé à la population indigène
- Indes orientales espagnoles (1565-1898)
- Capitainerie générale des Philippines (1565-1898)
- Histoire des Philippines (1565-1898) (en)
- Diocèse de Manille (1579), devenu Archidiocèse de Manille (1595)
- Audience royale de Manille (1584)
- Gouverneur général des Philippines
- Référendum philippin de 1599 (es)
- Galion de Manille, San Diego (1600)
- Formose espagnole (1626-1642, Taiwan)
- Guerre de Sept Ans (1756-1763)
- Guerre anglo-espagnole (1761-1763) (es)
- Occupation britannique de Manille et Cavite (1762-1764)
- Compagnie royale des Philippines (1785-1843)
- Histoire de Manille (en)
- Raid sur Manille (1798)
- Conseil provincial des îles Philippines (es) (1812)
- Liste des sujets liés à l'Inde aux Philippines (en)
- Espagnol des Philippines, langue officielle et véhiculaire

## Révolution philippine (1896-1902), colonie américaine (1902-1946), vers l'indépendance
- Révolution philippine (1896-1898)
- Guerre hispano-américaine (1898)
- Déclaration d'indépendance des Philippines (12 juin 1898)
- République de Negros (en) (1898-1901, île de Negros), révolution de Negros (en) (1898)
- République de Zamboanga (1899-1903)
- Guerre américano-philippine (1899-1902)
- Bataille de Manille (1899) (en)
- Rebellion Moro (en) (1899-1913)
- Histoire des Philippines (1898-1946) (en) (période coloniale américaine)
- Commonwealth des Philippines (1935-1942, 1945-1946)

Au cours de la guerre hispano-américaine, les États-Unis encouragent ce mouvement puis écrasent la présence militaire espagnole. Le 10 décembre 1898, le traité de Paris qui met fin à la guerre hispano-américaine prévoit que l'Espagne cède ses dernières colonies dont les Philippines pour 20 millions de dollars.
Des combats pour l'indépendance dureront jusqu'en 1902. 
Entre 200 000 et 1 000 000 de civils ont été tués pendant la guerre, en grande majorité à cause du choléra. 
La plupart des historiens estiment entre 200 000 et 250 000 morts,, 
Les Américains commettent de nombreux massacres.
En 1935, le Commonwealth des Philippines est créé, dont le premier président du pays est Manuel Quezón (1878-1944).
L'indépendance est prévue dans les 10 ans, mais, en raison de la Seconde Guerre mondiale et de l'invasion japonaise qui commence le 8 décembre 1941, elle est acquise seulement en 1946.

## Seconde Guerre mondiale

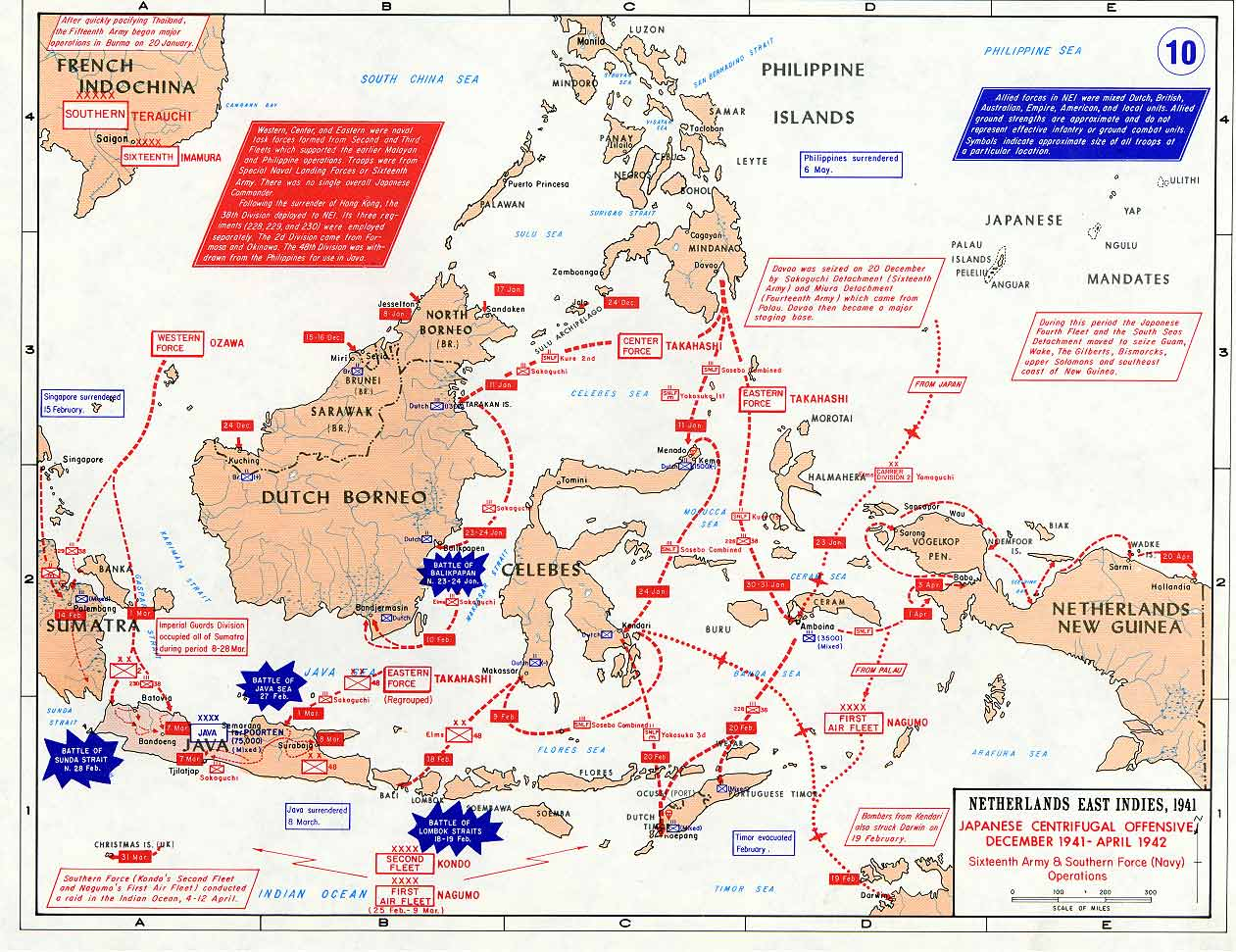
Le Pacifique-Ouest en 1941.

- Expansionnisme du Japon Shōwa (1926-1945)
- Sphère de coprospérité de la Grande Asie orientale
- Seconde guerre sino-japonaise (1937-1945)
- Théâtre du Pacifique de la Seconde Guerre mondiale (1941-1945)
- Théâtre du Pacifique Sud-Ouest de la Seconde Guerre mondiale (1941-1945)
- Histoire des Philippines pendant la Seconde Guerre mondiale
- Bataille des Philippines (1941-1942)
- Occupation japonaise des Philippines (1942-1945)
- Résistance philippine à l'occupation japonaise (1942-1945)
- République des Philippines (1943-1945)
- Campagne des Philippines (1944-1945)
- Crimes de guerre du Japon Shōwa, Tribunal militaire international pour l'Extrême-Orient (1946)

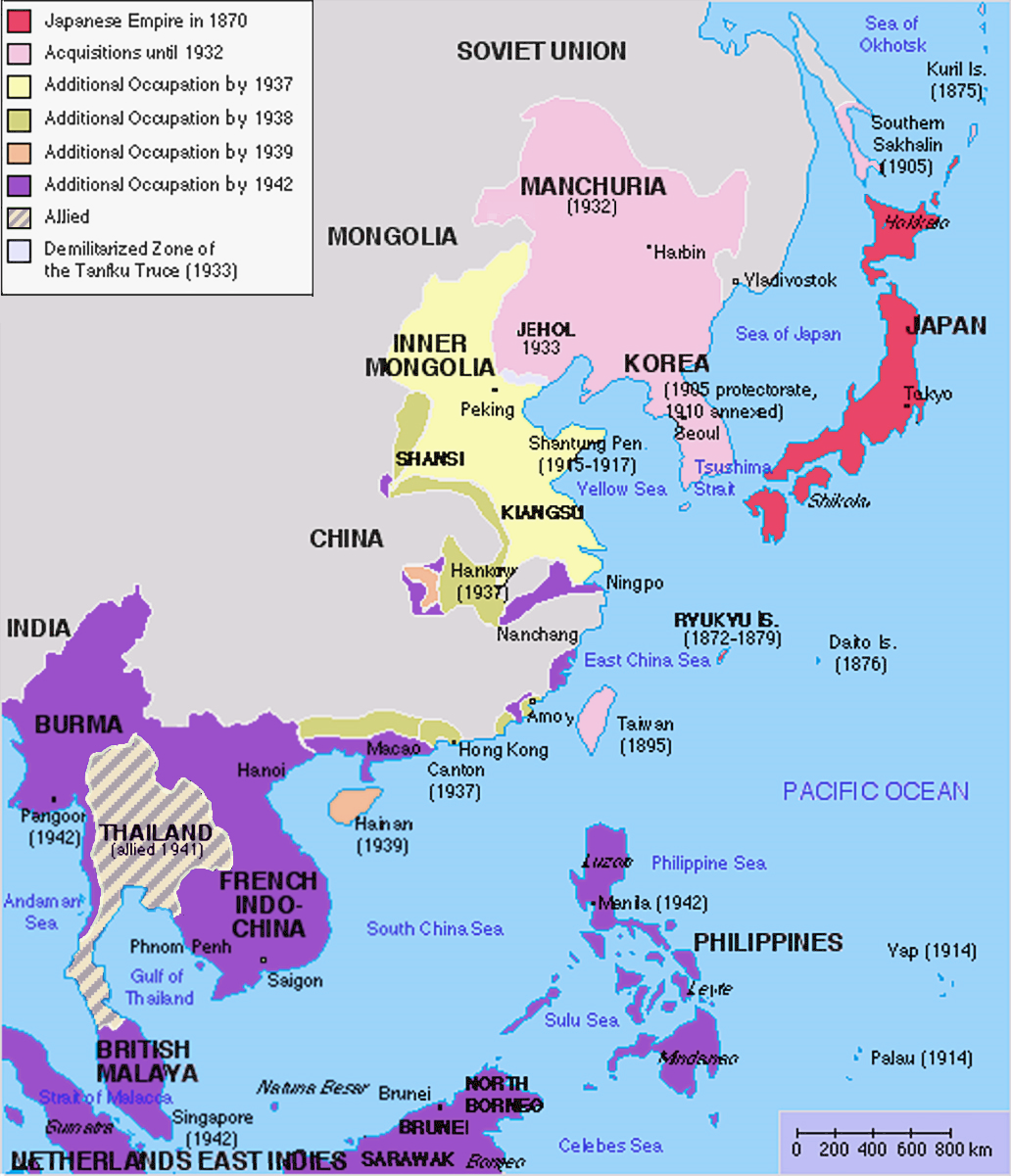
Expansion de l'Empire japonais.
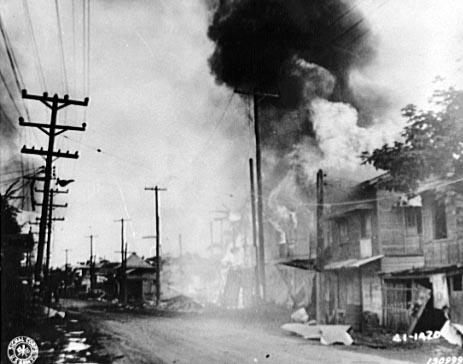
Un bâtiment en feu à Parañaque, près de Manille, après un bombardement japonais le 13 décembre 1941.

Le Service aérien de la Marine impériale japonaise attaque les Philippines quelques heures seulement après Pearl Harbour, le 8 décembre 1941 et détruit l'aviation américaine sur l'archipel. 
Les premières troupes débarquent sur l'île dès le lendemain. 
Les forces américaines et philippines commandées par le général Douglas MacArthur ne peuvent faire face à la progression japonaise. 
Peu entrainées et assez mal équipées, elles se replient assez vite sur la péninsule de Bataan, où elles vont réussir à résister plusieurs semaines, freinant ainsi l'avance japonaise sur d'autres points du Pacifique. 
Mais les troupes finissent par se rendre, le Général MacArthur ayant réussi à fuir sur une vedette rapide. 
Suit la terrible marche de la mort de Bataan qui voit succomber des milliers de prisonniers américains et philippins.
Le territoire est dès lors intégré officiellement à la sphère de coprospérité de la Grande Asie orientale comme République des Nouvelles Philippines. 
Nommé avec l'approbation du Quartier général impérial, le président en titre José P. Laurel (1891-1959) participe notamment en 1943 à la Conférence de la Grande Asie orientale tenue à Tokyo en novembre 1943. 
En dépit de nombreux mouvements de résistance, l'occupation japonaise dure jusqu'en octobre 1944 avec le début de la reconquête américaine menée par MacArthur. 
La guerre aux Philippines s'arrête uniquement avec la fin du conflit en août 1945. 
Le Tribunal de Tokyo et le Tribunal militaire de Manille identifient 72 massacres d’envergure commis par les forces japonaises dont le massacre de Manille.

## Indépendance et troisième république  (1946–1965)
Les Philippines sont devenues officiellement indépendantes le 4 juillet 1946, par une déclaration du président américain Harry Truman.
Après la guerre, la classe politique est composée d’hommes souvent compromis avec les Japonais – à commencer par Manuel Roxas qui est élu Président en avril 1946. Au contraire, les députés issus de la résistance à l'occupation japonaise sont interdits de siéger au Congrès afin de garantir une majorité nécessaire à l’adoption, durant l’été 1946, d’un amendement constitutionnel indispensable à l’application d’une loi favorable aux intérêts économiques américains.
Dans les régions rurales, les grands propriétaires font cultiver leurs exploitations par des métayers aux conditions de vie misérables. Ils prélèvent une part considérable des récoltes – la moitié en général – et deviennent souvent les créanciers de ces paysans lourdement endettés. Les contentieux entre propriétaires et paysans sont fréquents, et les autorités les tranchent avec une partialité qui exaspère un peu plus ces derniers.
Entre 1948 et 1954 principalement, le Hukbalahap, insurrection paysanne d'inspiration communiste, combat le gouvernement philippin et les milices des grands propriétaires terriens. En mars 1948, Parti communiste et Hukbalahap sont déclarés hors-la-loi. Le nombre de militants, estimé à 15 000, recule nettement à partir de 1954 après des offensives gouvernementales.
- Histoire des Philippines (1946-1965) (en)
- Traité de Manille
- Jour de la République (Philippines) (en)

## Dictature de Marcos (1965-1986)

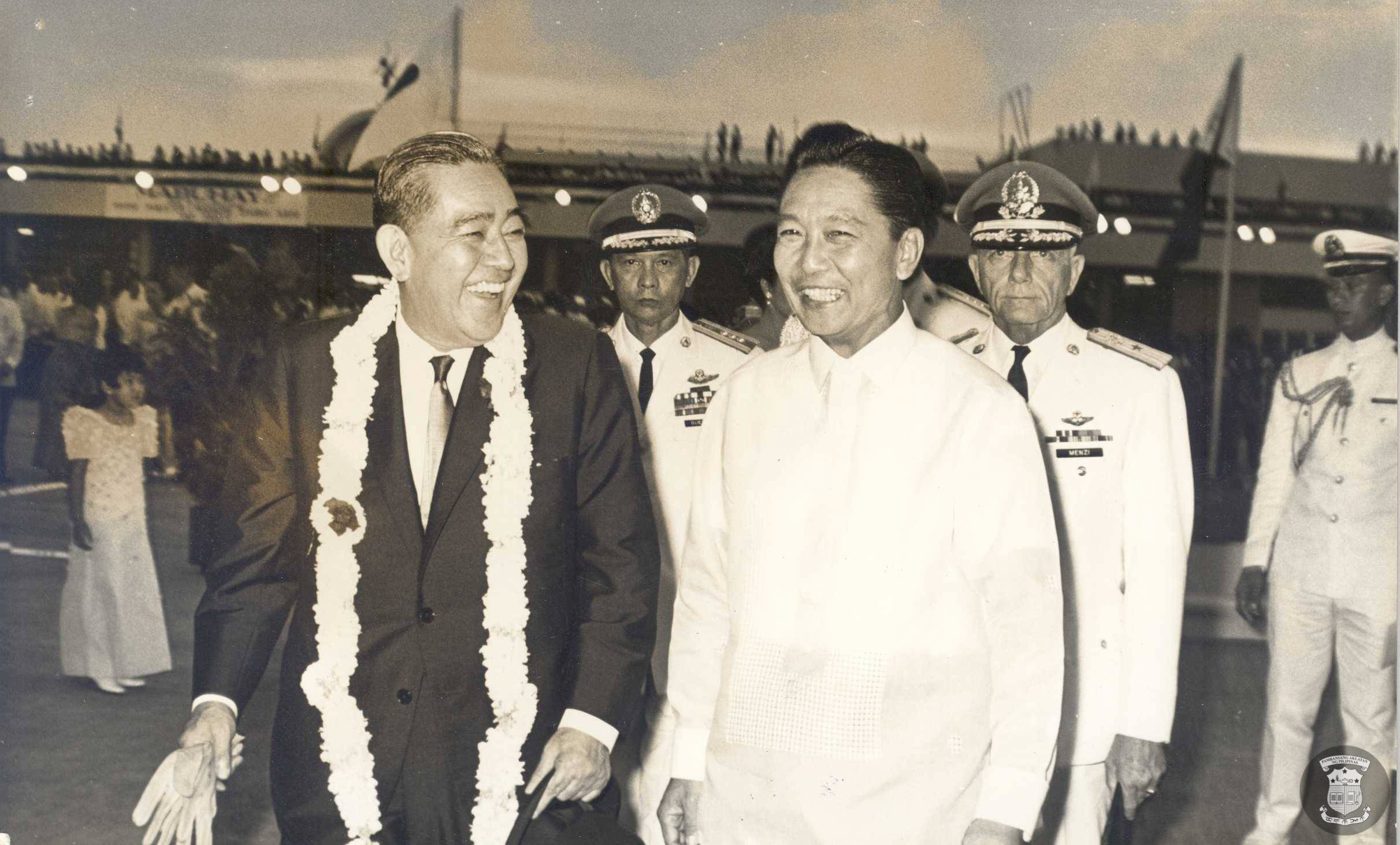
Ferdinand Marcos (en blanc) avec le Premier ministre japonais Eisaku Satō vers 1969.

- Histoire des Philippines (1965–1986)

La vision du « Bagong Lipunan » (Nouvelle Société) prônée par Ferdinand Marcos, similaire à l’Ordre Nouveau imposé en Indonésie par Soeharto, est poursuivie pendant les années de loi martiale. 
Celle-ci est décrétée le 23 septembre 1972 au nom de la lutte contre le communisme, face à la contestation de son pouvoir. 
Quelque 70 000 opposants sont emprisonnés, 34 000 sont torturés et au moins 3 200 trouvent la mort,.
Il s'agit d'un mouvement incitant la société à travailler pour le but commun du pauvre comme du privilégié, et à atteindre la libération des Filipinos par leurs propres efforts (self-realization). 
Marcos s’empare d'entreprises appartenant à des dynasties familiales pour les redistribuer à des personnes en affaires depuis peu de temps. 
Il saisit aussi des terres pour les redistribuer à des paysans locaux. 
On constate cependant que les redistributions faites dans le cadre du Bagong Lipunan profitent en général aux proches du président Marcos. 
Tout au long de la période de loi martiale, ces proches ont aussi bénéficié d’avantages politiques considérables.

## Cinquième république (depuis 1986)
Au cours des années de pouvoir de Marcos, son régime a sombré dans la corruption et la mauvaise gestion de ses proches. Le point culminant fut l'assassinat de Benigno Aquino (1932-1983) en août 1983. Marcos peut être considéré comme un modèle en matière de détournement de fonds : il aurait détourné des milliards de dollars du Trésor philippin. Il s'est aussi rendu célèbre pour son népotisme, employant sa famille et ses amis aux postes clé de son gouvernement.
Sa santé au cours de son 3e mandat était fragile et il fut souvent absent plusieurs semaines pour traitement. Il n'était pas vraiment remplacé pendant ces absences. Considérant les troubles politiques, plusieurs personnes se sont demandé s’il était toujours en mesure de gouverner. Dans ce contexte, l'assassinat d'Aquino constitue l’élément déclencheur de la chute de Marcos.

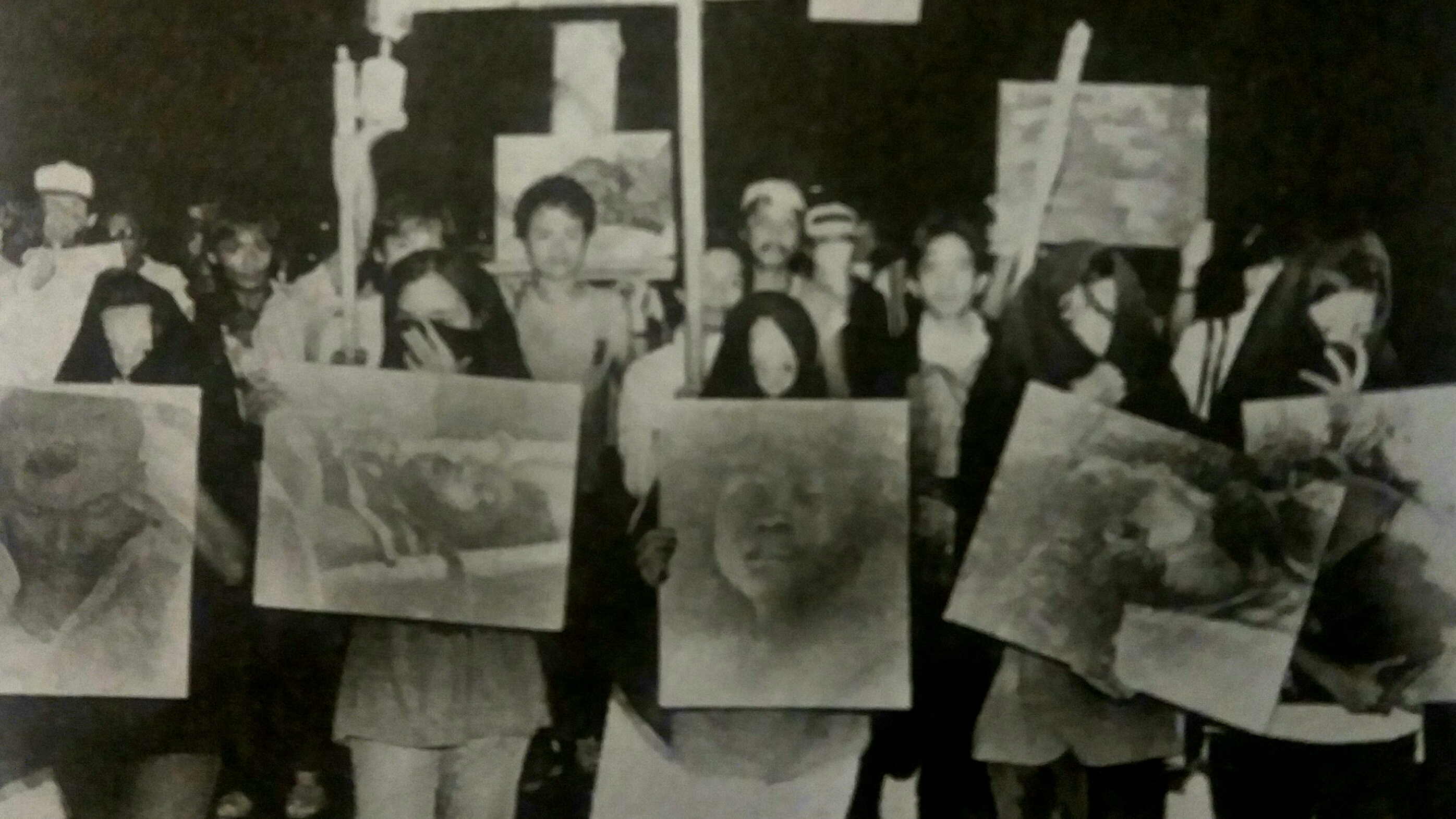
Manifestation contre la dictature de Marcos en 1986.

En 1986, Marcos déclenche des élections et se représente avec Arturo Tolentino comme vice-président. 
L'opposition est alors unie derrière la veuve d'Aquino, Cory Aquino (1933-2009) et Salvador Laurel (en) (1928-2004) comme vice-président. 
À la suite des élections, Marcos et Aquino se déclarent tous deux vainqueurs. 
L’élection a été généralement entachée de fraudes de la part des deux partis. 
Avec le support de l'armée (commandée par Juan Ponce Enrile, ancien ministre de la défense, et Fidel Ramos (1928-2022), ancien général sous Marcos), du mouvement Pouvoir du peuple (People Power), et des protestataires de tous les secteurs, Marcos est poussé à l'exil et Aquino devient présidente.
Marcos et sa femme, Imelda Marcos, partent en exil à Hawaï ; ils sont par la suite accusés de détournement de fonds par les États-Unis. Marcos meurt à Honolulu (Hawaii) en 1989. 
Il est enterré dans un mausolée privé au temple Byodo-In sur l'île d'Oahu. Ses derniers hommes forts sont maintenant enterrés dans une crypte réfrigérée à Ilocos Norte, où son fils, Ferdinand Jr., et sa fille, Imee, sont respectivement devenus depuis gouverneur local et représentante du gouvernement. 
Imelda Marcos est acquittée en 1990 du chef de détournement de fonds par les États-Unis, mais condamnée pour corruption lors d’un procès aux Philippines en 1995.
À l'issue de la guerre, les Philippines sont le pays le plus développé d'Asie.[réf. nécessaire] I
Par la suite, le développement prend du retard à cause d'une faible croissance économique et d'un fort taux de corruption. Actuellement, la croissance y est modérée, essentiellement portée par les contributions d'une importante population de travailleurs philippins émigrés ainsi que des investissements étrangers. Ces investissements ont lieu dans les secteurs des technologies de l'information et de la communication (NTIC) mais aussi dans les secteurs qui demandent une main-d'œuvre à faible coût.
Le sud du pays, en particulier l'île de Mindanao, connaît une crise politique due à des mouvements séparatistes musulmans comme Abou Sayyaf et le Front Moro islamique de libération (1978), qui s'opposent depuis les années 1970 au pouvoir de Manille, très proche de l'Église catholique.
- Insurrection moro aux Philippines
- Histoire des Philippines (1986-présent) (en)
- Présidence de Corazon Aquino (en) (1986-1992)
- Présidence de Fidel V. Ramos (en) (1992-1998)
- Présidence de Joseph Estrada (en) (1998-2001)
- Présidence de Gloria Macapagal Arroyo (en) (2001-2010)
- Présidence de Benigno Aquino III (en) (2010-2016)
- Présidence de Rodrigo Dutertre (en) (2016-2022)
- Présidence de Bongbong Marcos (en) (depuis 2022)

### Galerie présidentielle

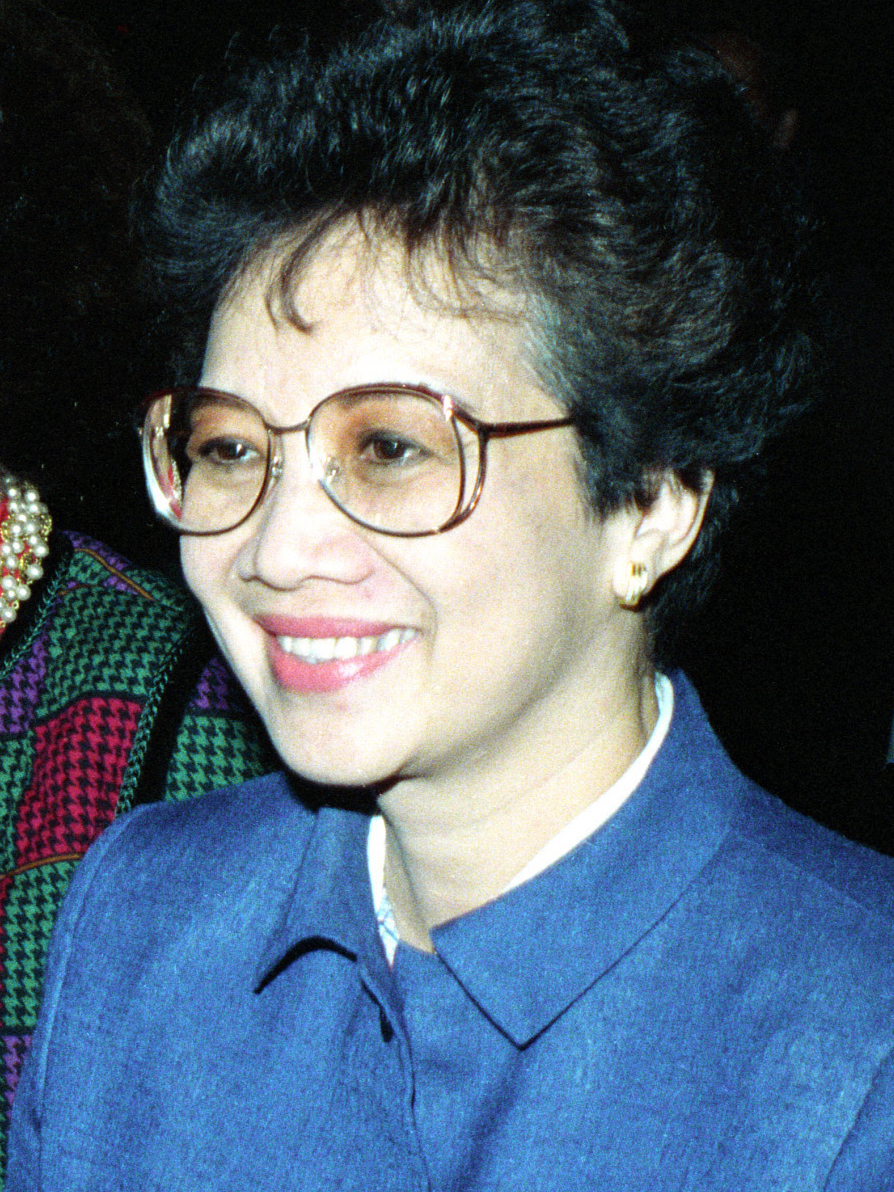
Corazon Aquino (1986-1992).
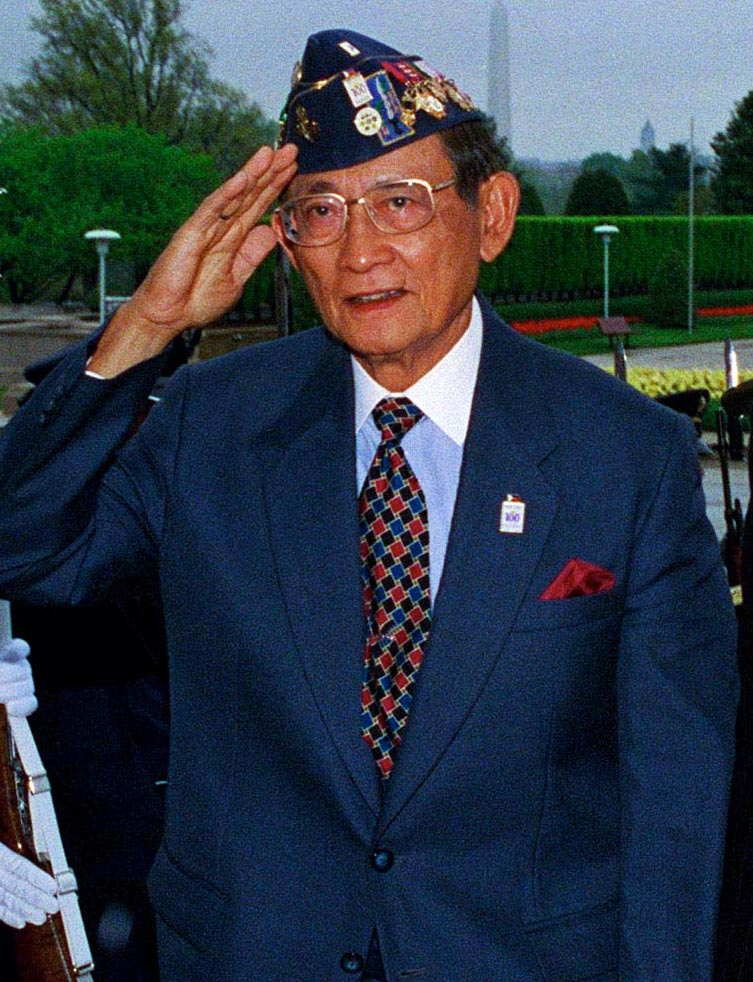
Fidel V. Ramos (1992-1998).
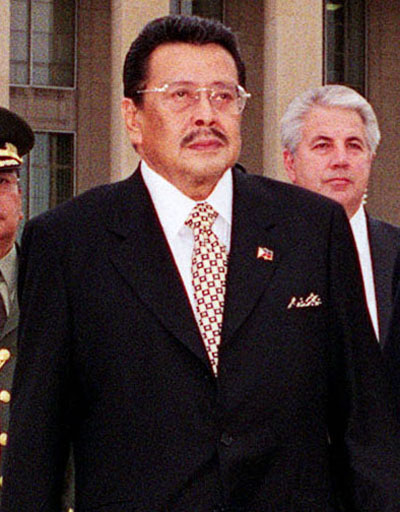
Joseph Estrada (1998-2001).
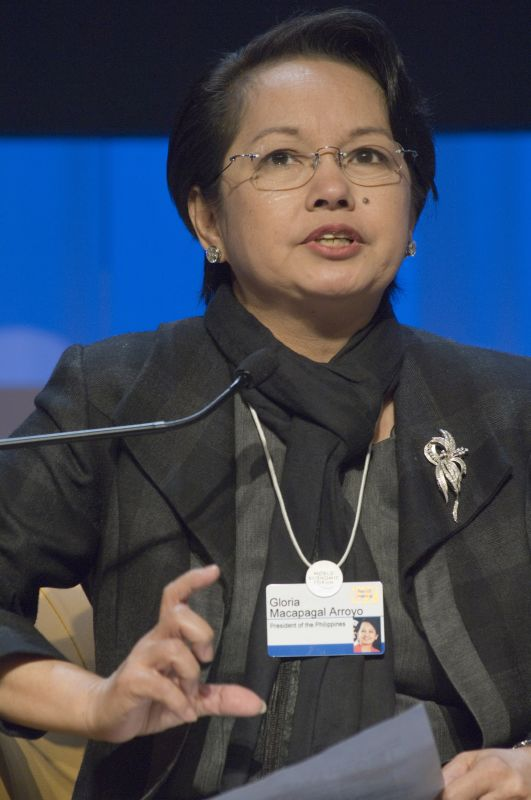
Gloria Macapagal-Arroyo (2001-2010).
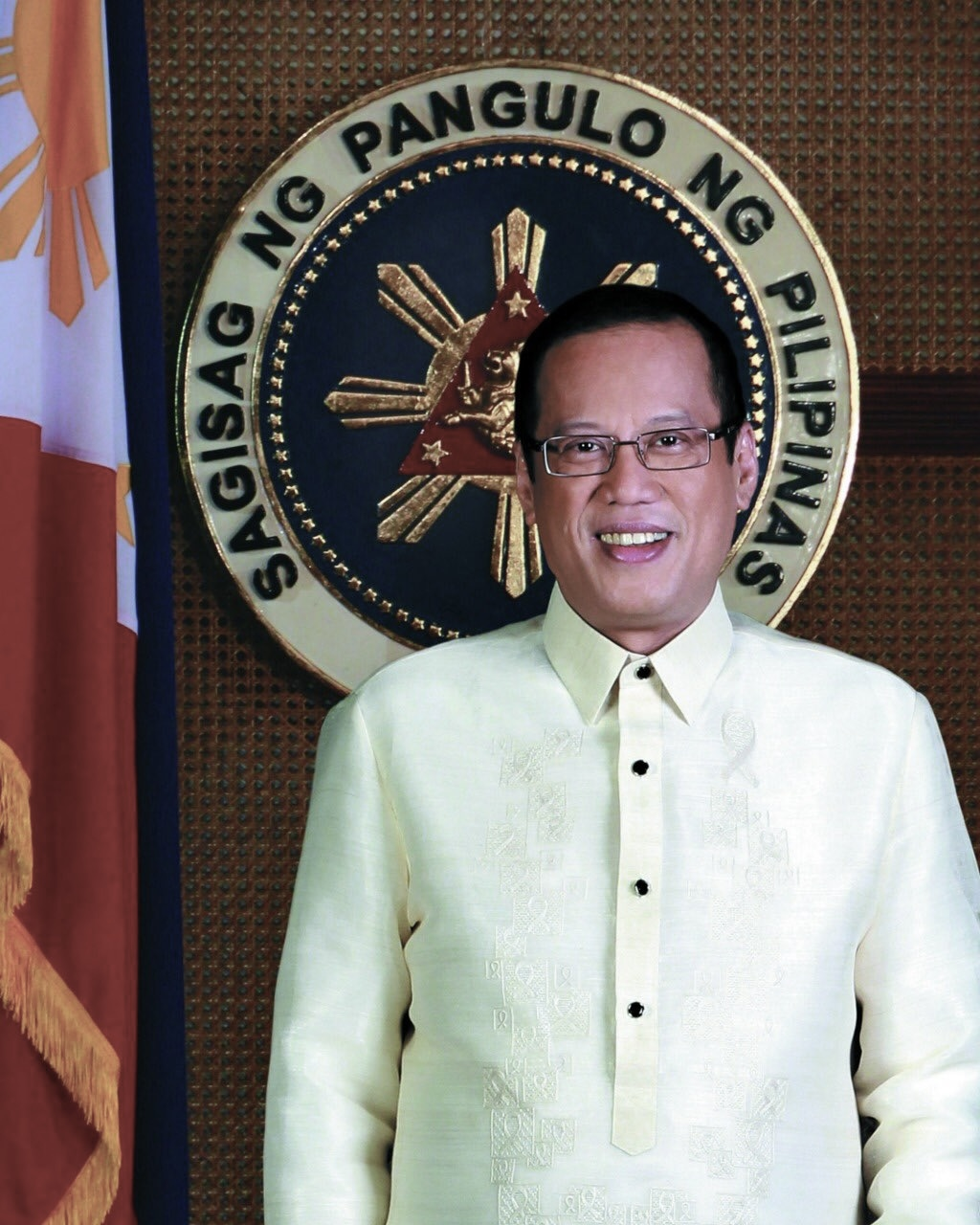
Benigno Aquino III (2010-2016).
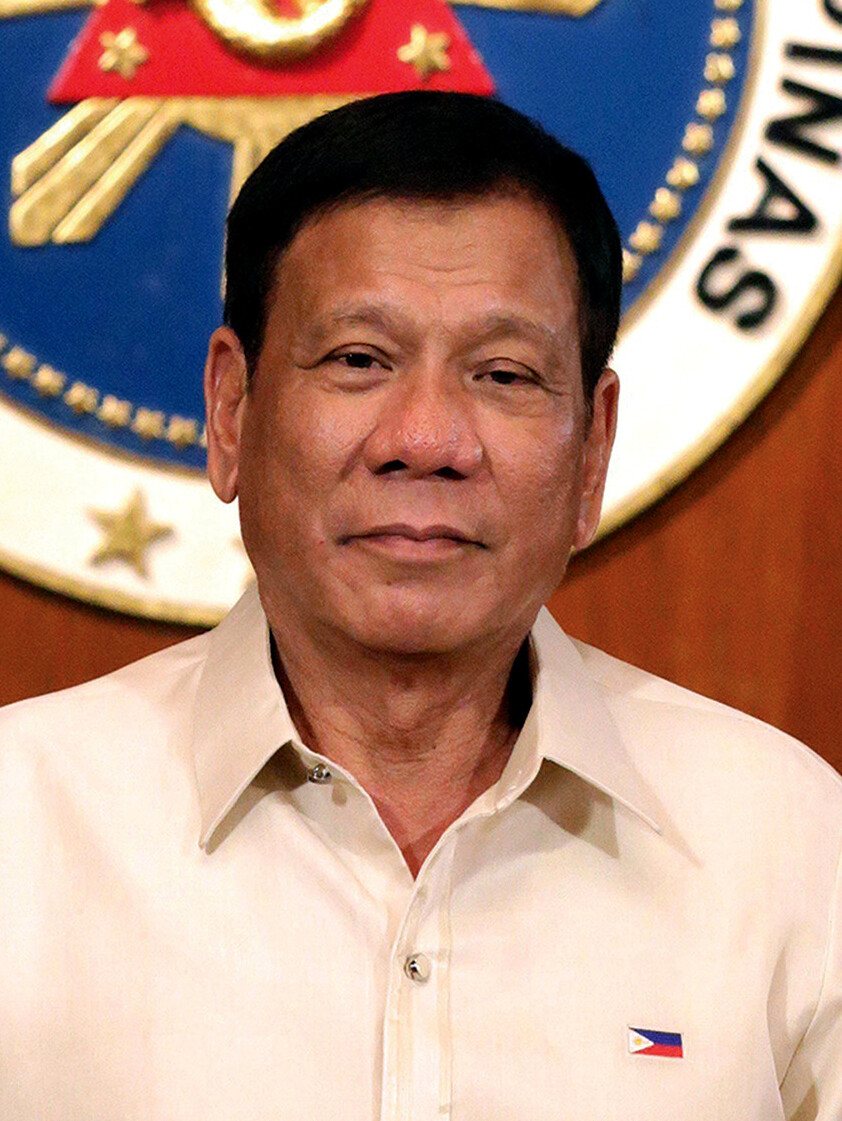
Rodrigo Duterte (2016-2022).
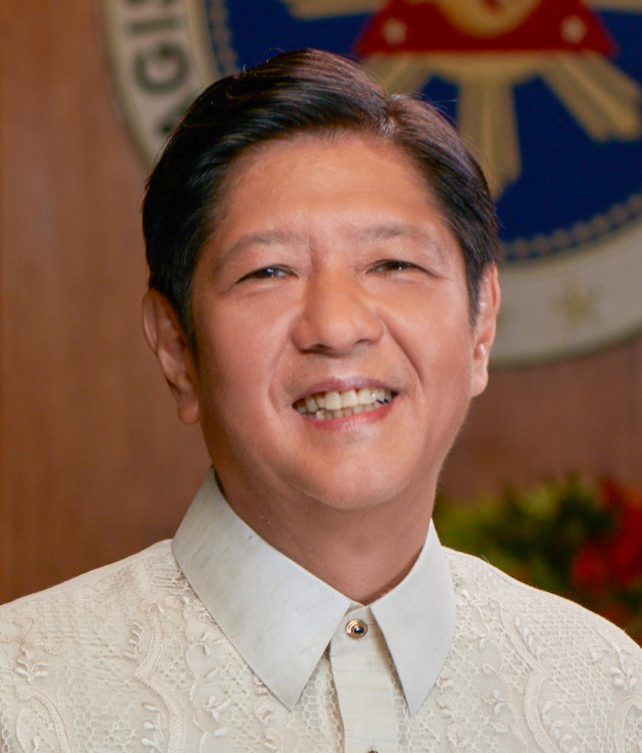
Ferdinand Marcos Jr. (depuis 2022).

#### Chine
- Mer de Chine méridionale, piraterie en mer de Chine (depuis 1400 environ)
- Sphère culturelle chinoise, Grande Chine, politique d'une seule Chine, sinophonie (en)
  - Politique étrangère de la république populaire de Chine
  - Siècle chinois (nouvelle Pax sinica ?)
  - Conflit en mer de Chine méridionale
  - Association des nations de l'Asie du Sud-Est (1967, ASEAN)
    - ASEAN Free Trade Area (1992, AFTA), Zone de libre échange de l'ASEAN
    - ASEAN plus trois (1997, Chine / Japon / Corée du Sud)
    - Sommet de l'Asie orientale (2005, EAS)

  - Conflit en mer de Chine méridionale (2000-)
  - Organisation de coopération de Shanghai (2001, OCS)
  - Nouvelle route de la soie (2013)
  - Route de la soie maritime du 21e siècle (en)
  - Stratégie du collier de perles
  - Grande muraille de sable (2014-)